# Conservatorio di Musica Arrigo Boito

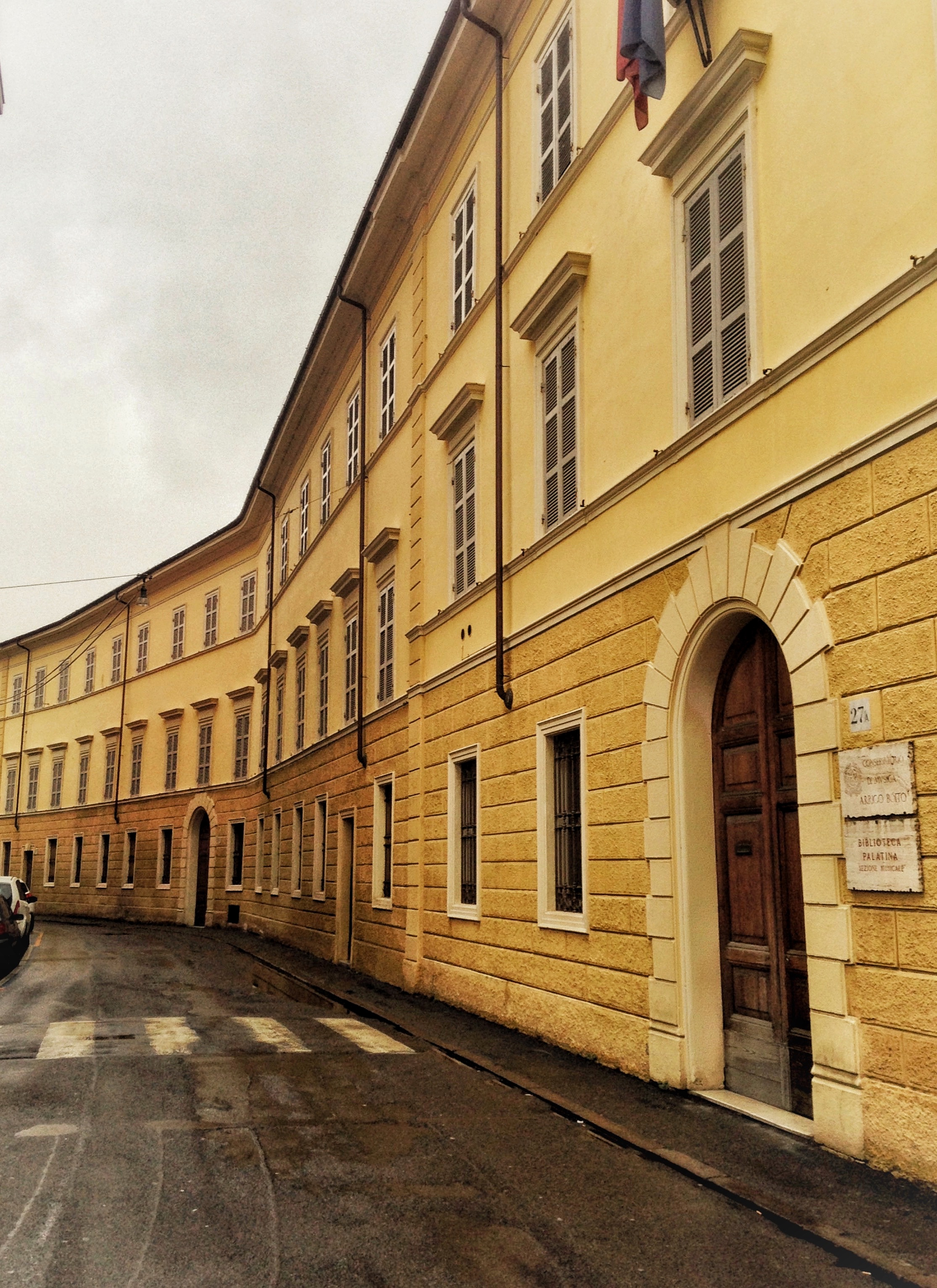
Conservatorio di Musica Arrigo Boito

Das Conservatorio di Musica Arrigo Boito ist die Musikhochschule (Konservatorium) in Parma, die nach Arrigo Boito benannt ist. Präsident ist Giuseppe Romanini.
Die Geschichte der Institution geht auf die im Jahre 1825 gegründete Herzogliche Singschule zurück, die von Marie Louise initiiert wurde. Im Jahr 1888 wurde das Institut im Wintergarten umgestaltet. Auf Empfehlung Giuseppe Verdis übernahm Giovanni Bottesini die Leitung. Nach seinem Tod übernahm tatsächlich Boito eine Zeitlang die Leitung. Seinen Namen trägt das Konservatorium seit 1919.
Unter den Absolventen waren Arturo Toscanini und Serena Daolio.